# Fred Carasso

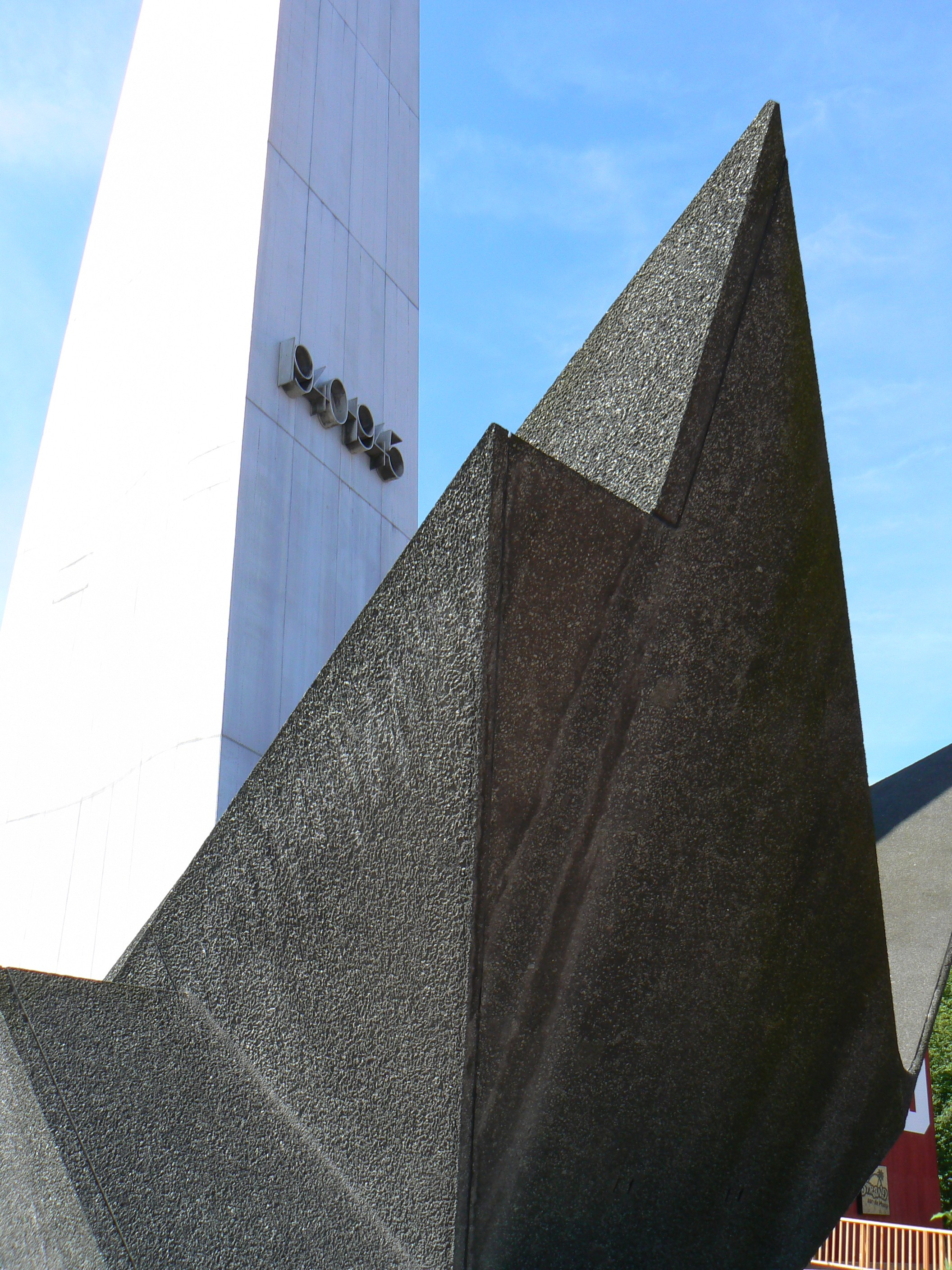
Monument De Boeg (1957/1965, Rotterdam

Federico Antonio (Fred) Carasso (Carignano bij Turijn, 2 juni 1899 – Amsterdam, 7 september 1969) was een Nederlandse beeldhouwer.

## Leven en werk
Carasso werd geboren in een familie van handwerkers. In 1922, twee weken na de machtsovername door Benito Mussolini, week hij uit naar Parijs, waar hij werkte als schrijnwerker. Vanwege zijn politiek activisme werd hij in 1928 Frankrijk weer uitgezet, hetgeen hem in 1933 weer overkwam in Brussel. Zijn toevlucht vond hij uiteindelijk in Nederland, dat zijn nieuwe vaderland werd. Hij raakte bevriend met Maurits Dekker, Han Wezelaar, Leo Braat, Piet Esser en Gerrit van der Veen.
NOS presentatrice Lucella Carasso is een kleindochter van Fred Carasso.
Toch had Carasso in 1933 nog zijn eerste tentoonstelling in Brussel , zij het onder het pseudoniem Fred Deltor. Naast tekeningen, fotocollages, liet hij ook vier kleine beelden zien. In Amsterdam kon hij zich pas als beeldhouwer ontplooien en werd hij opgenomen in de kring der Amsterdamse beeldhouwers. In 1938 exposeerde Carasso voor het eerst in Nederland. In 1956 werd hij benoemd tot hoogleraar in de beeldhouwkunst aan de Jan van Eyck Academie in Maastricht als opvolger van Oscar Jespers.

### De Boeg
Carasso vervaardigde in Rotterdam het 46 meter hoge Nationaal Monument voor de Koopvaardij, ter nagedachtenis aan de 3.500 burgerslachtoffers op zee tijdens de Tweede Wereldoorlog. Het ontwerp van Carasso bestond uit een gestileerde scheepssteven van aluminium met betonnen golven. Al in 1957, voor de onthulling, ontstond veel discussie en werd besloten een bronzen beeldengroep toe te voegen met het motto zij hielden koers. De 8 meter hoge beeldengroep was pas in 1965 klaar.

### Andere werken
- De lente (Flora), Beatrixpark, Amsterdam
- De engel des doods, Nieuwe Oosterbegraafplaats, Amsterdam
- Gevelsteen Theo Thijssen vanaf 1947 aan schoolgebouw Westerstraat (Theo Thijssenschool), sinds 1987 aan Anjeliersstraat 157
- Monument voor de gevallenen (1957), Willemstad, Curaçao
- Fontein in het gebouw van het Ministerie van Landbouw, Natuur en Voedselkwaliteit, Den Haag
- Gedenksteen Gerrit van der Veen, plaquette ter nagedachtenis van Gerrit van der Veen, Zomerdijkstraat 22, Amsterdam
- Zonnewijzer (1953) ter ere van het 60-jarige jubileum van Philips, Eindhoven
- Groei (1959) voor N.V. Maatschappij de Fijnhouthandel, Amsterdam
- De evolutie van de mens (1966), toegangsdeuren Evoluon, Eindhoven
- De Phoenix (1960), Gouda - In 1960 geplaatst op het Bolwerk in Gouda en in 1969 herplaatst op het Oranjeplein. Inmiddels is het beeld zwaar beschadigd door een vallende boom, waarna bronsrovers het karwei hebben afgemaakt
- Voortschrijdende vrouwenfiguur (in 1972 geplaatst), Marshalllaan, Utrecht[1]
- Verzetsmonument (1954) voor Jan de Rooij en zijn verzetsgroep André, aan de Tilburgseweg, Sprang[2]
- Zonder titel (Worstelaars) en Staande figuur (resp. 1958 en 1962), Museum de Fundatie, Zwolle

## Fotogalerij

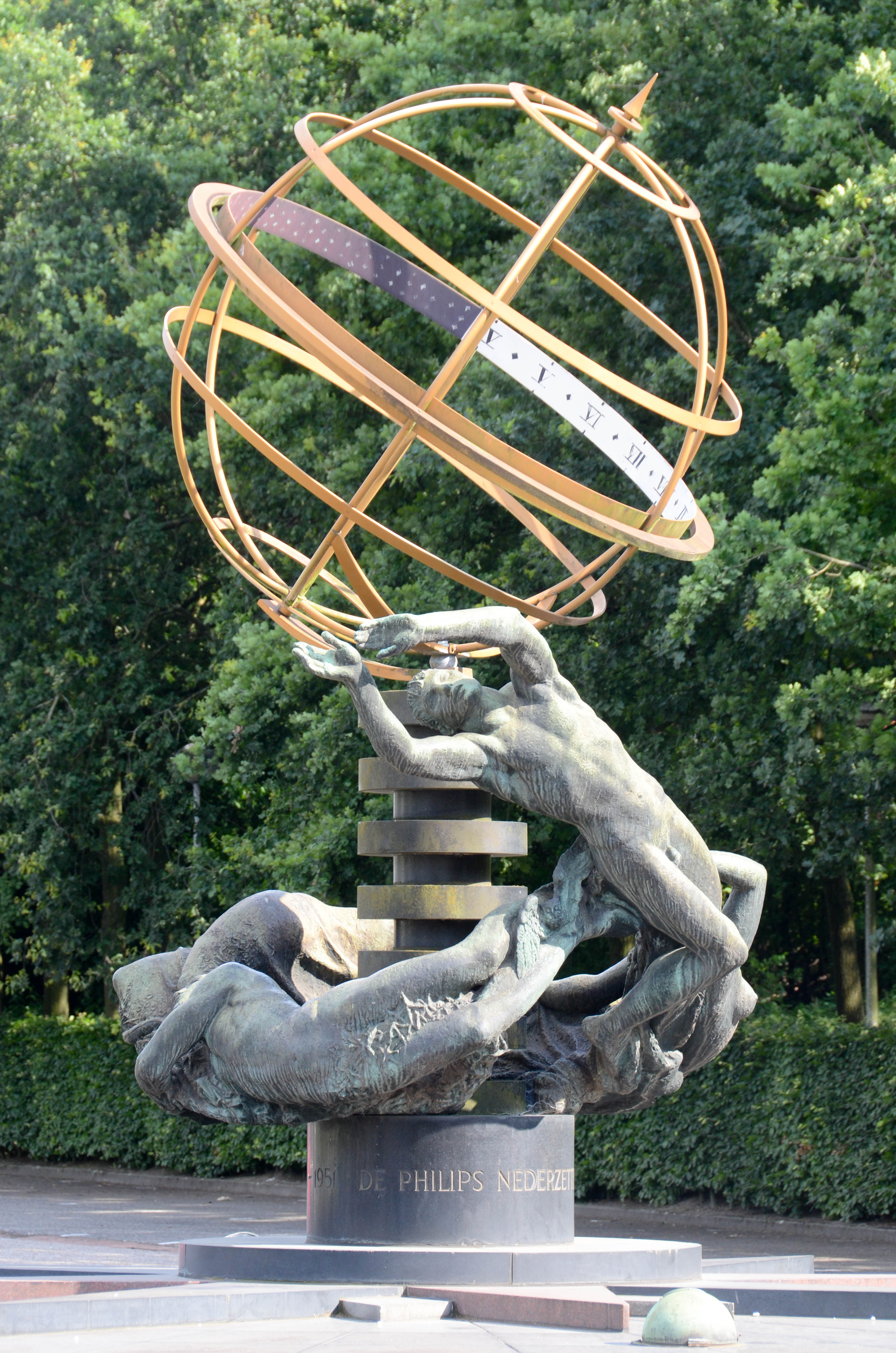
Zonnewijzer (1953), Eindhoven
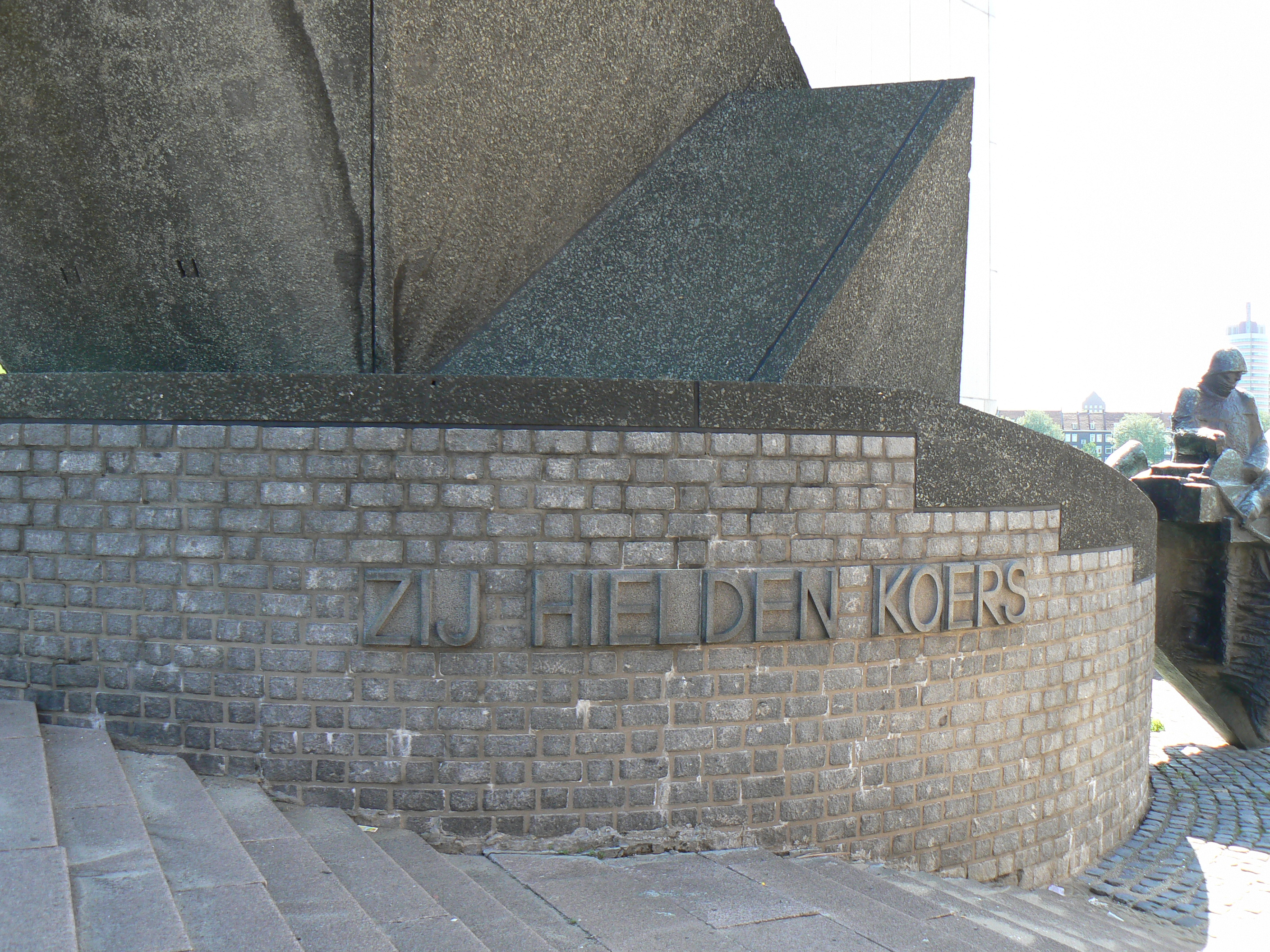
Tekst Zij hielden koers op monument De Boeg (1957/1965), Rotterdam
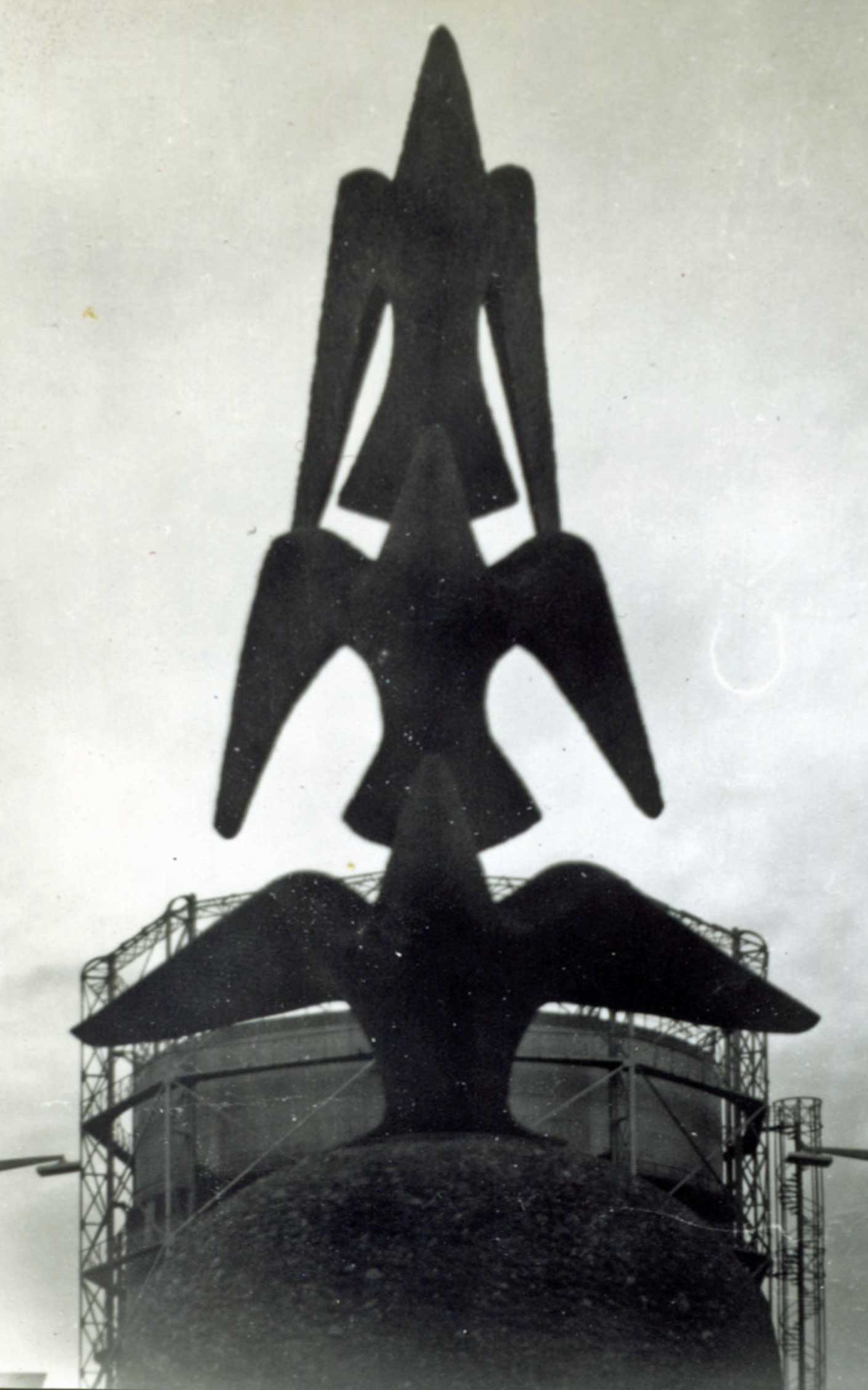
De Phoenix (1960), nog onbeschadigd op zijn oorspronkelijke plek in Gouda
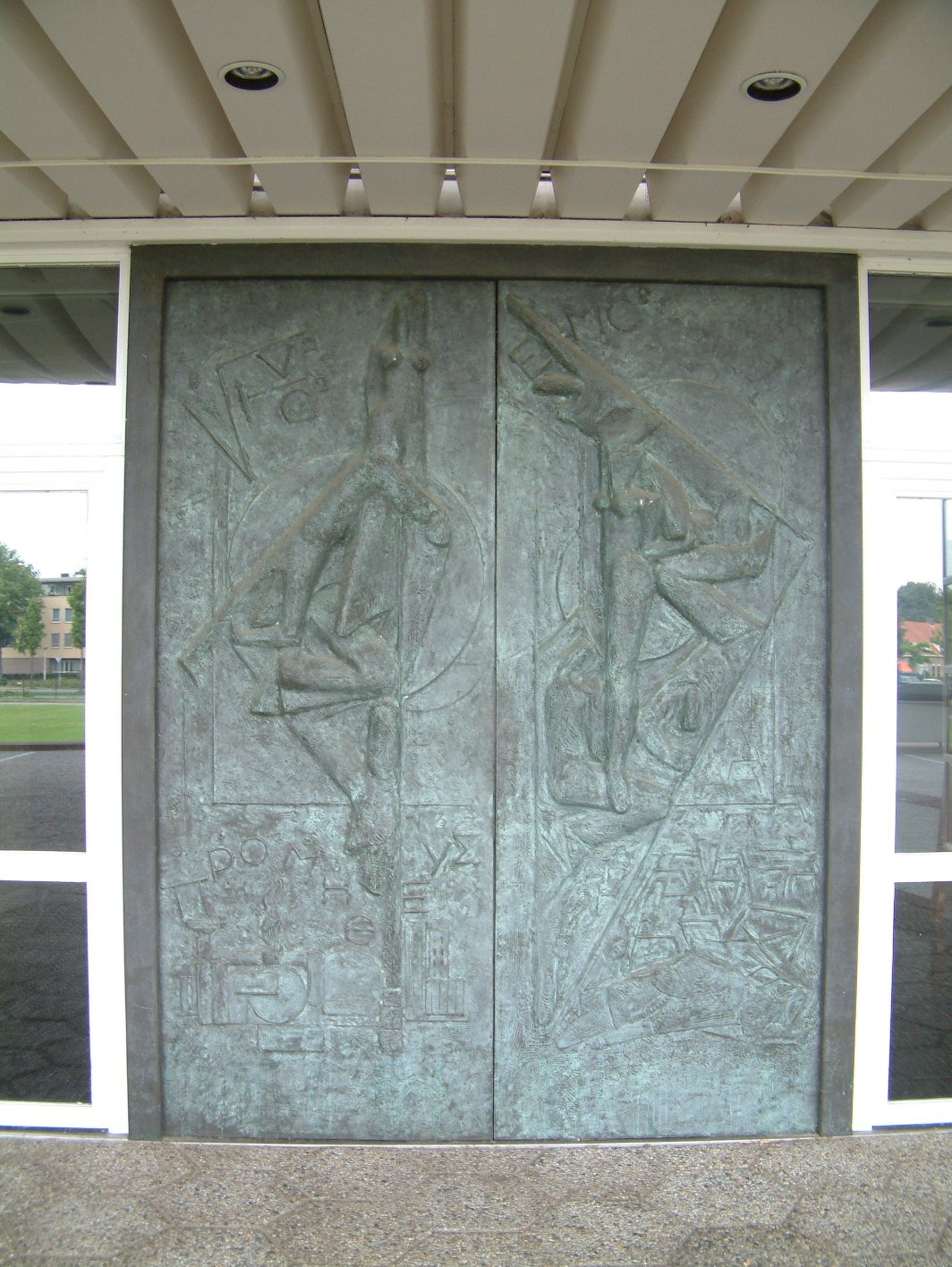
De toegangsdeuren van het Evoluon, De evolutie van de mens (1966), Eindhoven
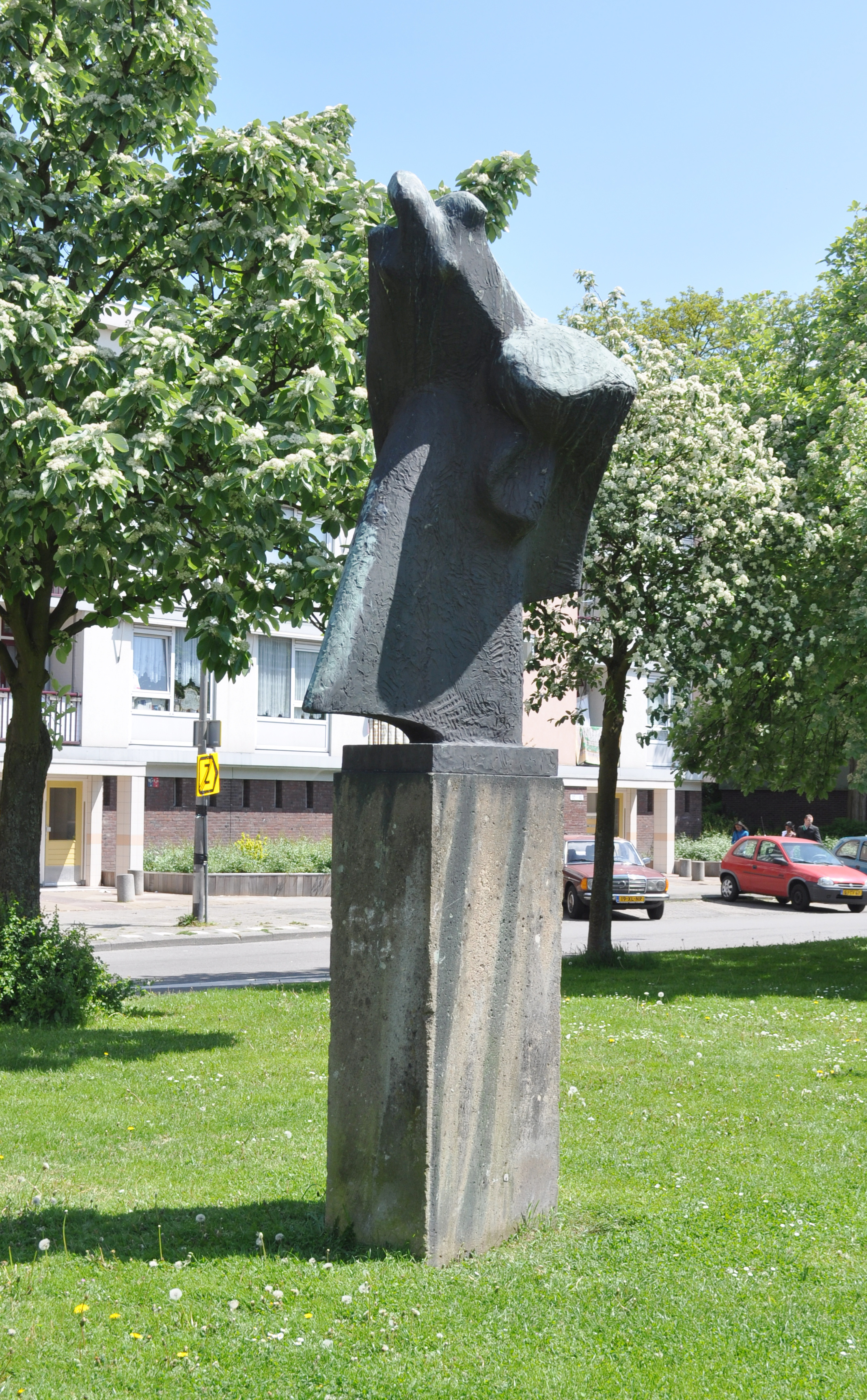
Voortschrijdende vrouwenfiguur (in 1972 geplaatst), Utrecht